# Castello del Malconsiglio
Il castello del Malconsiglio è il castello di Miglionico (Matera), costruito su un colle della città a partire dall'VIII-IX secolo, in una posizione strategica, noto per aver ospitato nel 1485 la Congiura dei baroni. Ebbe due successivi ampliamenti, il primo nel 1110 ed il secondo nel 1400. Ha la forma di un parallelogramma, fiancheggiato da sette torrioni, alcuni quadrati (i più antichi), due bitorri e altre circolari, poste ai vertici della costruzione.
L'entrata attuale è posta a nord-est, mentre quella originaria distrutta dal terremoto della Basilicata del 1857 era rivolta a sud. Al suo interno, e precisamente al piano superiore, vi sono l'androceo ed il gineceo, il salone del Malconsiglio, dove si tenne la congiura, e la sala della Stella o degli Spiriti, la parte più bella e segreta del castello, con il soffitto a stella e con degli scrigni dove venivano custoditi i tesori ed i documenti più preziosi.
Appartenne nel tempo al conte Alessandro di Andria, ai Sanseverino di Bisignano, ad Ettore Fieramosca, ai Pignatelli, ai Caracciolo ed alla famiglia Revertera, duchi di Salandra.

## Storia degli scavi archeologici
Fin dall'800 nel centro storico di Miglionico era nota la presenza di ritrovamenti archeologici importanti purtroppo spesso devastati.
Il castello "del Malconsiglio" è stato oggetto di scavi archeologici, in occasione dei lavori di restauro, nel 2006 e nel 2007.
La prima campagna di scavi ha individuato nel cortile interno alcune vasche per lo spegnimento della calce di XVII-XVIII secolo e una precedente fase di occupazione di VIII-III secolo a.C. documentata da una struttura abitativa e da alcune sepolture in enchytrismoi.
All'esterno nella zona adiacente al perimetro sono state rinvenute nella campagna del 2007 quattro tombe terragne con defunto rannicchiato, tipologia ampiamente diffusa in area bradanica e in ambiente anaellenico, databili al V e IV secolo a.c.
Nel corso del 2011 sono stati eseguiti interventi archeologici in relazione alla sistemazione di piazza Castello (zona antistante al castello).
I lavori hanno avuto durata complessiva di circa due mesi ed hanno interessto un'area di circa 2200 m².
Gli scavi del 2011 confermano quanto precedentemente rilevato sull'occupazione antica della collina del castello.

## Dalle origini al XIV secolo

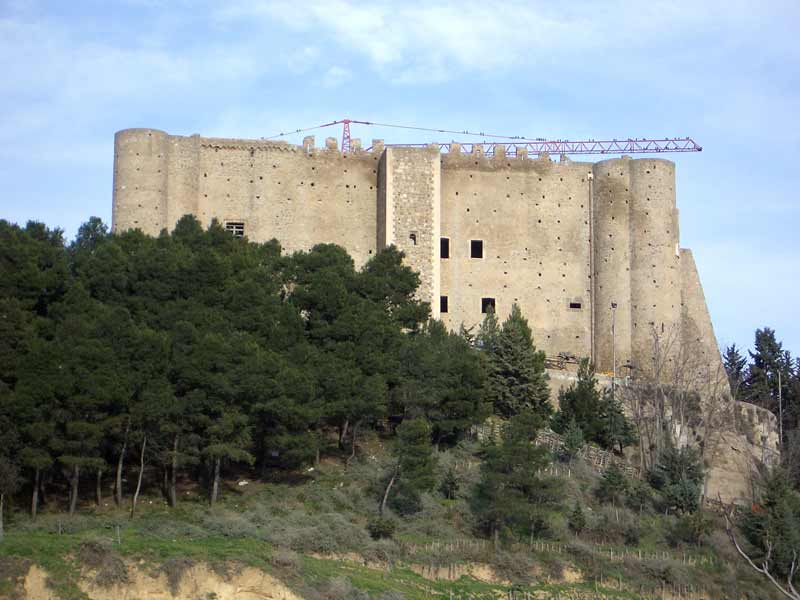

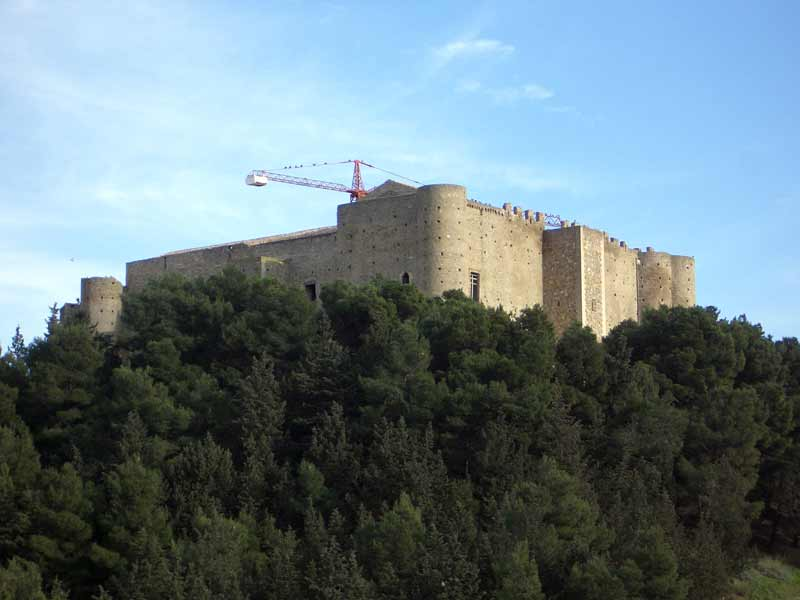

La prima fase evidenzia un impianto a parallelogramma costituito da un solo livello fuori terra. Tale considerazione oltre a verificare e prendere atto di quanto affermato dal Ricciardi a proposito dell'antichità del piano terra rispetto al secondo in relazione alla presenza, chiaramente individuabile tuttora, della merlatura sulle murature perimetrali, scaturisce anche dalle differenze tipologiche e spaziali degli ambienti, evidenti soprattutto nell'ala della Sala del Malconsiglio: il piano terra e costituito da una successione di ambienti coperti con volte a crociera con eleganti e slanciati archi ogivali, mentre il piano superiore e caratterizzato da possenti arconi a tutto sesto che scandiscono lo sviluppo della volta a botte. La zona sud-ovest ha un andamento rigorosamente quadrangolare, con l'ala destra più ampia della sinistra, ma ambedue spazialmente ripartite internamente in maniera perfettamente modulare, e il braccio trasversale di unione che, proprio perché non mostra una tale geometrica regolarità, desta qualche perplessità circa la contemporaneità costruttiva con le altre due ali. Tale perplessità si evidenzia anche e soprattutto nella mancanza di allineamento dello spigolo destro del fronte interno, che si ritrova al secondo livello in corrispondenza dell'accesso alla "Sala della Stella". Questa anomalia porterebbe a pensare che la costruzione di questo lato sia avvenuta dopo la soprelevazione degli altri due e che il muro di cinta fosse provvisto unicamente di camminamenti di ronda. Alternativa a tale ipotesi, più attendibile, sarebbe il considerare l'espediente d'angolo realizzalo dopo il terremoto per una più efficace distribuzione degli accessi ai vari ambienti. D'altro canto, il ballatoio attraverso cui si accede nella Sala della Stella e chiaramente un'aggiunta moderna. Un'ultima considerazione che conforta questa tesi e costituita da un'altra descrizione del Ricciardi il quale, dopo aver riferito che: "Entrandosi in somma nel piano superiore, dopo essersi percorsa lunga fila di sale e camere per due lati del castello, arrivasi al lato settentrionale nel cui angolo Nord-est vedesi una saletta detta Sala della Stella..."  chiarisce che:  "Di queste località si parla qui come esse erano prima del 16 dicembre 1857. Pel tremuoto allora avvenuto tutto si è ora cambiato." Questa zona costituisce il nucleo residenziale del castello. Il corpo ubicato a nord-est che contiene la porta di accesso originaria e il cosiddetto mastio, dei quali parleremo in seguito, si sviluppa in forma triangolare e costituendo una sorta di antemurale, è la zona riservata agli armigeri. Le mura perimetrali di questo impianto sono costellate da torri, circolari ai vertici, quadrangolari quelle intermedie. Un simile impianto richiama analoghe fabbrichemilitari federiciane: non essendoci alcun riferimento, però, nella pur copiosa letteratura relativa alle opere fortificate di Federico II, del castello di Miglionico, probabilmente la sua costruzione è posteriore a tale periodo e potremmo farla risalire a cavallo della meta del XIV secolo. D'altra parte un'attenta lettura dei caratteri architettonici conforterebbe tale tesi: portali e finestre archiacute, volte goticheggianti sono frequenti al piano terra. E probabile, quindi, che i progettisti abbiano preso a modello gli impianti svevi, e solo l'orografia del terreno abbia impedito un impianto analogo a quello del castello di Lagopesole. Nuove e pressanti esigenze di carattere difensivo avranno indotto i realizzatori ad avanzare in maniera più concreta le torri rispetto al perimetro delle mura. La ricostruzione ipotizzata di questa prima fase evidenzia tre elementi fondamentali:
1) Il perimetro sud-est della costruzione è privo dei manufatti che saranno il risultato di ampliamenti successivi: 
a) il corpo compreso tra i due alti barbacani può essere ricondotto a fasi cinque-seicentesche;
b) il fabbricato che si sviluppa a lato dell'attuale portale e una costruzione riconducibile alla fine ottocento inizi novecento; 
c) la cosiddetta cappella che le fonti storiche e i caratteri formali daterebbero al XIV secolo, per evidenti considerazioni di carattere logistico (si veniva a trovare all'esterno della cinta muraria), inducono a non accettare tale stato di cose. Le varie trasformazioni e cambiamenti d'uso subiti da questi ambienti (prima frantoio, poi falegnameria), impediscono, al momento attuale, di chiarire il problema;]
2) Lungo il perimetro sud-est della costruzione, libero quindi dei manufatti di cui sopra, si ergono altre tre torri, in analogia a quanto presente sul lato opposto: due quadrangolari intermedie, una circolare posta all'attacco del corpo quadrangolare con il triangolare. Il lato est quindi del corpo triangolare e costituito unicamente dalla torre quadrangolare intermedia al muro di cinta al quale, dalla parte interna, si addossa la scalinata attraverso cui si accede sia al camminamento di ronda sovrastante detto muro di cinta, sia a quelli che si sviluppano lungo tutto il perimetro del castello: tale perimetro è caratterizzato, come già riferito, da una merlatura ancora individuabile nella muratura. Sul fronte interno di questa, sul lato settentrionale, al di sopra della copertura dei locali oggetto di ricostruzione dopo il terremoto, sono evidenti i fori per l'alloggiamento delle travature lignee di sostegno dei camminamenti. Al vertice dell'area triangolare e molto probabilmente nel sito ove si apre il portale di accesso, non originario, ma costruito dopo la confisca del 1829, e con evidenti segni di rimaneggiamenti dovuti presumibilmente alla ricostruzione post-terremoto, si potrebbe supporre la presenza del mastio. Una testimonianza in tal senso ci viene da Nicola De Ruggeri il quale, nel 1940, descrivendo il castello, lo cita munito di "sette torri, tre quadrate, tre agli angoli formate da doppie torri, una diroccata a destra entrando nel portone......). Considerando che anche il Ricciardi parla di sette torri e non essendo più esistenti quelle inglobate negli ampliamenti cinque-seicenteschi dell'ala sud-est, si potrebbe affermare, con una buona approssimazione, che l'area dell'attuale portale è caratterizzata dalla presenza di questa torre, più alta delle altre, dalla quale si può spaziare, oltre che sul territorio circostante, anche sull'intero paese. Così impostato l'impianto di Miglionico risponderebbe ai canoni delle costruzioni fortificate con la costante presenza del mastio. Inoltre, questa torre serve anche quale elemento di difesa dell'antica porta di accesso.
3) L'antica porta di accesso, scomparsa a seguito delle ricostruzioni e trasformazioni dei luoghi dopo il terremoto, si apriva sul lato nord del corpo triangolare. Il Ricciardi la riporta ancora esistente al 1867, anche se in fase di profonda trasformazione, e ci fornisce una descrizione della stessa che permette di risalire, con buona approssimazione, al sito originario: "Il suo ingresso adunque preceduto da un lungo e largo spianato, oggi guarda il Nord-Est: ma l'antica sua Porta era pero a fianco della presente, cioè guardava il Sud. Di questa porta, già posta su di un masso di fabbricato ch'estendesi d'innanzi come un davanzale, sul quale esser doveva un'antiporta, veggonsi ancora in buono stato i pilastrini con l'architrave, di pietre intagliate. Accanto del detto architrave ci stanno come due Tigri anco di viva pietra, e nel sommo vedesi lo stemma baronale de Bisignani, formato da uno scudo inclinato con una fascia a traverso, sopra del quale e posto un cimiero, con morione abbassato, dalla cui sommità  escono due grandi corna bovine... Sul detto architrave vedevansi inoltre, sino a non molti anni addietro, gli antichi merli con le petriere sporgenti, ed uno stretto loggiato per accorrere in giro, a difesa della porta. Ormai merli e petriere sono scomparsi, ed ora mi dicono che va pure ad essere distrutta la intiera porta per nuova costruzione, che sta facendo il proprietario. Per questa antica porta adunque entratosi nell atrio interno, nel bel mezzo vedesi l'antico cisternone, e la lunga gradinata......". Il De Ruggeri, riprendendo quanto riferito dal Ricciardi, localizza la porta alla sinistra dell'attuale accesso: "L'ingresso al castello è al lato N.O., ma l'antica porta (cui accedevasi solo dopo aver attraversato il ponte levatoio!?) a sinistra dell'attuale, a Sud. fu murata per la sovrappostavi nuova antiartistica costruzione di cui innanzi. Questa antica porta, in corrispondenza all'interno della corte, mostra lo stemma dei Bisignano (che stava sull'arco superiore) ...." "Accanto alla detta antica porta (all'interno) vedesi ancora a destra un avanzo di una sola delle tigri che la fiancheggiavano." Come si può ben intendere, la porta cui fa cenno il De Ruggeri, è l'arcata tompagnata, sulla sinistra dell'ingresso. Considerando le ridotte dimensioni di questa, e gli spazi limitati di tale luogo, con la presenza del mastio e la lunga scalinata che occupa quasi interamente questo lato delle mura, risulta arduo localizzarvi la porta. Certamente quello che avrà indotto il De Ruggeri a questa considerazione sarà stata l'orientamento su citato: "Il suo ingresso (.......) oggi guarda il Nord-Est.;  ma l'antica sua Porta (........) guardava il Sud". Probabilmente lo storico, nel descrivere la porta antica la guarda dall'esterno del fabbricato (e non poteva fare altrimenti essendo la stessa inglobata in abitazioni private, e descrivendone le decorazioni che evidentemente erano poste sul fronte esterno e non interno, in maniera così dettagliata), mentre quella attuale la osserva dall'interno del cortile. Gli elementi scultorei decorativi, descritti sopra, sono ancora presenti all'interno dell'atrio, inseriti nella muratura della scalinata. Mentre non è individuabile, al momento, alcun elemento che possa indicarci con certezza la posizione della porta. Nella ricostruzione allegata, questa è stata posizionata accanto all'attuale accesso, riconoscendo nella porzione di muratura presente alla base del piedritto destro del portale i resti di quel "Masso di fabbricato ch'estendesi d'innanzi come un davanzale". D'altro canto, sul paramento esterno del muro di cinta si intravede una discontinuità muraria che potrebbe far pensare ad un'apertura successivamente tompagnata. Inoltre lo spigolo di muratura che si eleva da tale masso, chiaramente tagliato sino all'altezza in cui è costruito con pietre squadrate, potrebbe costituire il fianco dell'antiporta. Un'ultima considerazione da farsi per confortare la tesi della ubicazione dell'antica porta riguarda la strada di accesso. L'unica strada che corre sul lato orientale è quella che conduce alla Porta Pomarico (quella cioè che sale dalla nuova fontana pubblica -Pila-, passando davanti al Palazzo Comunale): ma questa giungeva nei pressi del castello, nel luogo ipotizzato dal De Ruggeri per l'ubicazione della porta, attraverso un sentiero abbastanza ripido. Riferendoci, invece, alla localizzazione della porta così come enunciata precedentemente, l'attuale extramurale che costeggia il paese partendo dalla fontana pubblica nei pressi del bivio per Grottole, giunge sin sotto il castello e davanti alla porta alla quale si arriva dopo aver percorso tre rampe a tornanti. In altre parole, l'ingresso si viene così a trovare più alto del piano di posa delle mura perimetrali ed è accessibile unicamente mediante i due terrapieni: chiunque tenta di entrare è esposto al tiro delle sentinelle in condizioni di inferiorità e disagio. Analoga situazione si riscontra nel castello di Lagopesole. Le sistemazioni della strada e del piazzale anteriore hanno cancellato qualsiasi traccia di questo stato di cose.

### Dal XIV secolo alla Congiura dei Baroni
Per la ricostruzione della seconda fase si è preso, quale riferimento temporale, il periodo storico della Congiura dei baroni. L'evoluzione della tattica militare, sia offensiva che difensiva, fa sì che i castelli, una volta edificati esclusivamente per ragion militari, assumano nel tempo funzioni più prettamente residenziali e diventino l'espressione della grandezza del Signore. Il castello del Malconsiglio incomincia ad assumere l'aspetto di imponenza che tuttora conserva. Si costruisce il piano superiore: le merlature scompaiono inglobate nella nuova muratura: le torri si elevano e forse quelle d'angolo posteriori assumono la configurazione attuale: l'inserimento della zona destinata ai collegamenti verticali ne raddoppia il volume: la scalinata esterna diventa lo scalone di accesso alla residenza comitale, mentre nuovi collegamenti vengono realizzati per raggiungere le postazioni di difesa superiori (scalinata a ridosso del muro perimetrale, interno al cortile, della Sala del Malconsiglio). Il corpo triangolare conserva la propria fisionomia.

### Dalla Congiura all'abolizione della feudalità
Il passaggio del feudo di Miglionico dai Sanseverino ai Revertera, duca di Salandra, determina la definitiva trasformazione del castello da fortificazione a residenza baronale. Pur conservando l'impianto originario, il prevalere del carattere residenziale modifica il sistema distributivo interno. Sul fronte esterno del lato orientale, in adiacenza alla torre quadrangolare intermedia, si costruisce il locale indicato dalle fonti storiche quale "cappella". Successivamente, più a sud, sempre su questo lato del maniero, viene aggiunto il grande corpo bastionato: infine le due ampie campate con volte a crociera completano la quinta del castello. Internamente, sul lato destro del cortile, verso la meta del XVII secolo si realizza la seconda scalinata con il ballatoio che permette l'accesso autonomo al lato sud-ovest. Successivamente, forse per motivi esclusivamente estetici, su questo ballatoio, mediante l'allargamento delle arcate di sostegno, si innalzano cinque eleganti arcate a tutto sesto ed il portale di accesso al termine della rampa. Ancora più tardi, sul lato opposto del cortile, e per tutto lo sviluppo dell'ala, si aggiunge, quale affaccio sul cortile degli ambienti residenziali, un loggiato, anch'esso ad arcate a tutto sesto, ma con pilastri molto più massicci e privi di elementi decorativi, in parte crollato a seguito del terremoto del 1980, ora in fase di restauro. Queste trasformazioni producono alcune modifiche alla facciata precedente: gli accessi a molti ambienti sono costruiti ex novo; le antiche finestre anguste assumono dimensioni più ampie; i portali di accesso del piano terra, in particolare quello del salone dell'ala nord-ovest, sono occultati dalle strutture dei ballatoi. Comunque l'impianto originario conserva la propria integrità planimetrica.

### Dalla confisca al "Centro di documentazione e ricerca per la storia del Medioevo"
L'ultima fase dello sviluppo del castello e quella che ha mutato in maniera sostanziale il suo assetto, L'adeguamento a destinazioni abitative per più nuclei familiari, la mancata assidua manutenzione, troppo onerosa per i privati, il terremoto del 1857 e le ricostruzioni successive; le demolizioni, e non ultimo il terremoto del 1980, riducono il castello nello stato in cui si trovava prima del restauro. I segni di questi cambiamenti e vicissitudini contrastano notevolmente con le caratteristiche architettoniche proprie del castello, offuscando l'immagine storica di un sito in cui si sono verificati avvenimenti di tale rilevanza socio-politica. L'antica porta di accesso è inglobata, in un primo momento, in abitazioni private; la sostituisce l'attuale portale che, come già detto, subisce gravi danni dopo il terremoto del 1857 e viene ricomposto in maniera alquanto casuale; successivamente, recuperati gli elementi decorativi che sono riutilizzati come ornamento di pareti interne del cortile, la porta è completamente distrutta per la costruzione di manufatti abitativi, dei quali, quelli eretti all'esterno della cinta muraria, sul terrapieno ancora esistente, sono demoliti negli anni venti-trenta: "All'esterno, meno le antistrutture di case (per fortuna alcune a destra dell'ingresso abbattute fascisticamente da un coraggioso Podestà)" riferisce il De Ruggeri. Il terremoto del 1857 danneggia gravemente il complesso fortificato e soprattutto provoca il crollo della volta della Sala del Malconsiglio e conseguentemente anche di quella del piano terra: non verranno più ricostruite. Sul lato ovest del cortile e innalzato un nuovo ballatoio che collega i due precedentemente costruiti. Sulla sinistra del portale attuale si erige, nei primi anni del secolo, un nuovo fabbricato che, deturpando ulteriormente tale angolo, contrasta in maniera evidente con l'aspetto di fortilizio dell'antico manufatto.

## Il castello da roccaforte a residenza
L'architettura castellare in Basilicata è ricca di notevoli complessi per la maggior parte poco conosciuti ed indagati. I manufatti nella maggior parte dei casi portano i segni di notevoli trasformazioni: le originarie roccaforti normanne, le poche fabbriche sveve, i castelli angioini e aragonesi, a partire soprattutto dal cinque-seicento, sono quasi tutte trasformate in residenze gentilizie per le grandi famiglie comitali. L'esistenza di complessi fortificati nel territorio della regione trova riscontri in documenti fin dal secolo IX e X e soprattutto in epoca normanna a partire dalla metà del secolo XI. Spesso il toponimo degli abitati è preceduto dalla specificazione di castellum o castrum che indica la natura fortificata del luogo e già nell'ambito del territorio circostante Miglionico molti centri portano questa definizione. Alla fine del sec. X essa è comune a Tricarico e Tolve coinvolti in uno scontro con una banda di saraceni insediati nel castrum di Pietrapertosa; nell'anno 889 il sito di una proprietà nei pressi del Bradano appartenente al monastero longobardo di S. Vincenzo al Volturno è indicata come limitrofa al castellum Montis Caveosi e per tutto il trecento il castrum Jugurij indica il sito di un antico borgo fortificato nel territorio di Pomarico. Dalla seconda metà del secolo XI i due termini, con molta più precisione, indicano esclusivamente i nuclei fortificati mentre per i centri abitati diventa prevalente l'uso del termine civitas e i nuclei minori sul territorio, che con i centri maggiori costituiscono l'ossatura del sistema insediativo sviluppatosi e consolidatosi a partire dalla fine del secolo X, sono denominati casali. La costruzione delle più importanti roccaforti normanne nel territorio lucano, il castello di Melfi centro politico della nuova entità statuale, il nucleo originario del castello di Lagopesole, risale alla prima metà del secolo XI ma le tracce di una diffusa presenza di strutture castellari, purtroppo quasi cancellate dalle trasformazioni successive, si rinvengono in tutti gli abitati sedi di importanti famiglie comitali. A Tricarico è edificata la grande torre e l'annesso castello poi trasformato in convento francescano; altri grandi strutture fortificate sorgono a Brienza, ampliate e restaurate in epoca angioina e infine dai Caracciolo a partire dal secolo XVI; a Moliterno il castello è ampliato in epoca angioina e poi completamente ricostruito dai Carafa prima, e dai Pignatelli nel XVI e XVII sec; a Laurenzana il castello normanno sorge su una imponente rupe e sarà ampliato nel secolo XV dai Dal Balzo e dai feudatari successivi, i Poderico e i Filangieri; a Lavello l'imponente struttura attuale di epoca aragonese sorge su un preesistente edificio normanno mentre a Montescaglioso il castello edificato nei primi decenni del secolo XII è ristrutturato dalla famiglia Cattaneo nel XVII secolo. In Basilicata un aspetto particolare dell'architettura castellare è rappresentato dai centri medioevali abbandonati i quali conservano tracce consistenti delle originarie strutture fortificate. Uno dei complessi più imponenti dell'intera regione è quello di Uggiano a Ferrandina.
Tra la fine del XIII e gli inizi del XIV secolo si estendono gli interventi sui manufatti esistenti, e soprattutto si attiva una nuova committenza legata all'affermarsi delle grandi famiglie feudatarie che in ogni paese di Basilicata erigono le proprie residenze o ampliano i castelli già esistenti intervenendo spesso anche sulle cinte fortificate degli abitati, ampliate ed allargate. Queste condizioni si affermano e si sviluppano soprattutto nella prima metà del Trecento e nel secolo successivo quando la piccola feudalità angioina degli ultimi decenni del duecento è sostituita dalle grandi famiglie legate ai D'Angiò prima e alla monarchia aragonese dopo. I Sanseverino edificano castelli e palazzi fortificati a Tricarico, Miglionico e Marsico, i Del Balzo costruiscono il castello di Venosa e restaurano quello di Montescaglioso, la famiglia Tramontano innalza il castello Tramontano a Matera e i De Bernardo la fortezza di Bernalda. Se gli impianti insediativi delle strutture normanne sono strettamente correlate al luogo nel senso di assecondare con dislivelli ed un'apparente disomogeneità delle strutture che si adeguano ai pendii ed alle asperità orografiche, le poche costruzioni federiciane, si rapportano al sito per adeguarlo ad un rigoroso impianto geometrico. La suggestione esercitata dalle fabbriche imperiali sulla committenza successiva è notevole ed è rintracciabile negli impianti a parallelogramma e quadrangolari di alcuni complessi lucani tra cui spicca il castello di Miglionico.
Il grande manufatto è edificato sulla sommità di una collina prospiciente il centro storico dal quale probabilmente era separato dal declivo naturale del pendio che chiaramente è stato modificato con terreno di riporto e la costruzione di un terrapieno per consentire il collegamento tra abitato e castello. Il nucleo originario è costituito da tre ali edificate ed assemblate secondo uno schema perfettamente quadrato di cui il quarto lato, rivolto verso l'abitato non è occupato da edifici ma era certamente definito da una cinta che conteneva l'ingresso. La struttura ha torri circolari poste agli angoli intervallate da alcune torri quadrate mentre la forma triangolare di un recinto aggiunto sul lato non edificato, all'interno e all'esterno del quale si addossano successivi ampliamenti tra cui la chiesa completamente trasformata nel secolo scorso, è determinato dal rapporto con l'orografia dell'area. Al piano terra l'impianto è scandito da una serie di ambienti modulari coperti da volte a crociera mentre al piano superiore la scansione si ripete con coperture a botte a sesto rialzato nel settore meridionale e a crociera costolata nell'ala nord-occidentale. La presenza delle eleganti e slanciate costolature nell'area della residenza comitale unitamente ad una monofora tardo-gotica in un ambiente di raccordo, le piccole monofore della cappella, quella sottostante il loggiato secentesco e i due portali ogivali, uno per l'accesso al piano superiore e l'altro al pianoterra, confermano la datazione del nucleo originario del complesso ai primi decenni del sec. XIV. Il paramento esterno in pietrame locale in molte parti evidenzia interventi successivi seguiti forse a crolli o determinati da lavori di manutenzione che in alcune aree si presentano come vere e proprie sopraelevazioni che interessano le falde dei tetti la cui orditura è stata modificata: le ipotesi di un ampliamento, nel senso di un sopraelevazione di tutto il complesso, necessitano ovviamente di una verifica approfondita direttamente sulle strutture.
L'area dell'accesso ha subito notevoli trasformazioni anche in tempi recenti con crolli e demolizioni effettuate subito dopo la vendita dell'immobile da parte del comune che ne era venuto in possesso dopo le leggi abolitive della feudalità. In questa zona, tra l'altro, sono presenti alcuni elementi erratici, collocati sull'edificio adiacente all'accesso, una costruzione tardo ottocentesca innalzata sui resti delle murature della cinta e nell'archivolto in tufo dell'ingresso. Una scultura tardo romanica di spoglio rappresentante un leone proviene forse dal portale originario o da qualche altra fabbrica, come anche le mensole trecentesche, analoghe ad alcune esistenti nelle navate della Chiesa Madre che definiscono l'imposta dell'attuale portale del castello mentre lo stemma del Sanseverino di Bisignano apposto lateralmente nell'attuale accesso era collocato sicuramente sull'ingresso originario. Al lato meridionale più tardi sarà aggiunta un'altra costruzione, contenente un'ampia sala oggi divìsa in due ambienti, che determina anche la trasformazione in grande loggiato del corpo immediatamente antistante. Le caratteristiche dell'edificio, anche se definito da strutture tipiche degli impianti di difesa, sono quelle di un grande complesso la cui funzione è tuttavia legata soprattutto alla residenza di una grande famiglia comitale, elemento che con il passaggio del feudo di Miglionico dal Sanseverino alla famiglia Revertera che lo acquista nel 1624, determina la definitiva trasformazione del castello in residenza baronale. Ai decenni successivi all'acquisto risale il nuovo sistema distributivo del complesso, organizzato in una prima fase lungo un profondo loggiato addossato al lato settentrionale del cortile che più tardi è arricchito da una serie di archivolti in tufo, e successivamente è prolungato verso gli altri lati del quale quello rivolto a sud è caratterizzato da un porticato coperto a crociera.

## Nella cultura popolare
Nel castello furono girate alcune scene di film come Il demonio di Brunello Rondi e Wonder Woman di Patty Jenkins.